# برج‌های ترامپ آتلانتا
برج‌های ترامپ آتلانتا یک پروژه آسمان‌خراش پیشنهادی بود که قرار بود در آتلانتا، جورجیا، ایالات متحده ساخته شود. این پروژه در محل تقاطع خیابان پانزدهم و خیابان وست پیچتری در منطقه میدتاون آتلانتا واقع شده بود. این طرح در سال ۲۰۰۶ رونمایی شد و دونالد ترامپ در قسمت پایانی فصل ۲۰۰۷ برنامه تلویزیونی «کارآموز» آن را تبلیغ کرد. در نهایت، این پروژه با شکست مواجه شد و ملک مربوطه در سال ۲۰۱۰ به دلیل عدم پرداخت وام، مصادره گردید.

## تاریخچه
این پروژه در مارس ۲۰۰۶ آغاز شد، زمانی که شرکت وود پارتنرز Wood Partners مستقر در آتلانتا، ملکی را در تقاطع خیابان وست پیچتری و خیابان پانزدهم (در مجاورت موزه هنر High) به قیمت ۲۱ میلیون دلار خریداری کرد. این شرکت با Dezer Properties شریک شد و پروژه را تحت برند ترامپ برنامه‌ریزی کرد، به‌طوری‌که دونالد ترامپ در اوت ۲۰۰۶ ارتباط خود با این پروژه را تأیید کرد. سازمان ترامپ ادعا کرد که ترامپ نه مالک زمین بود و نه توسعه‌دهنده پروژه، و در کتاب *Trump Revealed* نوشته مایکل کرانیش و مارک فیشر (منتشر شده در ۲۰۱۶) آمده است که مشارکت ترامپ در این پروژه عمدتاً به اعطای مجوز استفاده از نامش محدود می‌شد.
پروژه قرار بود شامل ساخت دو برج شیشه‌ای خمیده باشد؛ یکی ۴۷ طبقه و دیگری ۳۸ طبقه، که بیش از ۵۶۰ واحد مسکونی (کاندو) را در خود جای می‌داد. قرار بود تابلویی بزرگ با نام ترامپ بر سر در لابی نصب شود، و یک شرکت طراحی که بخشی از آن متعلق به خواننده مشهور، کنی راجرز بود، برای طراحی داخلی استخدام شده بود. هزینه کل پروژه حدود ۳۰۰ میلیون دلار برآورد شده بود، که فاز اول آن شامل ساخت برج بلندتر با هزینه‌ای حدود ۲۶۰ میلیون دلار می‌شد.
در قسمت پایانی فصل ششم برنامه تلویزیونی کارآموز که در تاریخ ۲۲ آوریل ۲۰۰۷ پخش شد، پروژه آتلانتا به عنوان یکی از دو گزینه پیش روی برنده فصل معرفی شد (گزینه دیگر یک تفرجگاه لوکس در جمهوری دومینیکن بود)، که برنده در نهایت پروژه دومینیکن را انتخاب کرد. در ماه‌های پس از اعلام پروژه، تبلیغات آن در نشریاتی مانند Atlanta منتشر شد که بر مشارکت ترامپ تأکید داشتند. در شماره سپتامبر ۲۰۰۷ این مجله ادعا شده بود که پروژه تا سال ۲۰۱۰ نزدیک به اتمام خواهد بود. با این حال، تا سال ۲۰۱۰، ملک دچار مصادره مالی شد و در سال ۲۰۱۲ در مزایده به فروش رسید. در سال ۲۰۱۵ مجوزهایی برای ساخت یک ساختمان آپارتمانی جدید در این محل صادر شد که در سال ۲۰۱۷ تکمیل گردید.